# 555 California Street
555 California Street je mrakodrap v centru kalifornského města San Francisco. Má 52 pater a výšku 237,4 metrů, je tak 4. nejvyšší mrakodrap ve městě. Po svém dokončení v roce 1969 se stal nejvyšší budovou ve městě až do roku 1972, kdy jej překonal Transamerica Pyramid. Do roku 2005 se jmenoval Bank of America Center, protože po svém dokončení sloužil jako sídlo firmy Bank of America. Za designem budovy stojí firma Skidmore, Owings and Merrill. V budově se nachází převážně kancelářské prostory, které obsluhuje 38 výtahů.